# Erharting
Erharting là một đô thị thuộc huyện Mühldorf bang Bayern nước Đức